# Aloïs Humbert
Aloïs Humbert, né le 22 septembre 1829 à Genève et mort le 14 mai 1887 dans cette même ville, est un naturaliste et paléontologiste suisse spécialiste des myriapodes. Il a aussi décrit de nouveaux vertébrés (poissons, reptiles et mammifères), des mollusques et des vers plats. 
Il est le premier conservateur professionnel du Muséum d'histoire naturelle de Genève et a travaillé en proche collaboration avec François Jules Pictet de la Rive.